# Anton Margetić
Anton Margetić, hrvatski bosanskohercegovački bivši nogometaš. Igrao za Željezničar iz Sarajeva. Igrao za Željezničar sezone 1938./39. Željezničar je tad igrao u rangu 1. razreda sarajevske podsavezne lige.